# Manmas
Manmas is een bestuurslaag in het regentschap Alor van de provincie Oost-Nusa Tenggara, Indonesië. Manmas telt 292 inwoners (volkstelling 2010).